# Temporada de tifones del Pacífico de 1900
En 1900, se observaron 23 ciclones tropicales en el Océano Pacífico occidental, al norte del ecuador y al oeste de la línea internacional de cambio de fecha. En esa región del mundo, los ciclones que alcanzan vientos máximos sostenidos de al menos 118 km/h (74 mph) se conocen como tifones. De las 23 tormentas, 13 fueron rastreadas por el Observatorio de Hong Kong. La actividad ocurrió de enero a diciembre, aunque la mayor parte de las tormentas se formaron de junio a noviembre.
En julio, una tormenta que atravesaba Taiwán (entonces conocida como Formosa) dañó más de 1.000 casas y dejó 10 muertos. El 19 de agosto, un tifón que atravesaba el oeste de Japón mató a 51 personas cuando destrozó una flota pesquera. En septiembre, otra tormenta en Japón mató a tres personas en Tokio y una persona en Ono. Una serie de tifones azotaron Vietnam (entonces conocido como Annam) de septiembre a noviembre, el primero de los cuales causó 1.600 muertes cuando azotó la región el 29 de septiembre. Una tormenta tardía azotó Hong Kong el 10 de noviembre y tomó a los residentes con la guardia baja. volcar 270 botes y matar a más de 200 personas. El 13 de noviembre, Guam fue azotada por su tifón más intenso registrado, registrando una mínima presión barométrica de 923 mbar (27,3 inHg). Los poderosos vientos destruyeron casi todos los cultivos de la isla y diezmaron varios pueblos pequeños, lo que resultó en más de 100 muertes.

## Sistemas

### enero-agosto
Se informaron dos tormentas durante enero y otra se desarrolló en marzo.
El 19 de junio, se observó una tormenta en el Mar de la China Meridional y se disipó el 23 de junio después de llegar a la costa del sur de China. El siguiente sistema se observó el 2 de julio al este de Filipinas, que se movió hacia el noroeste y se disipó al norte de Taiwán el 6 de julio después de atacar la isla el día anterior cerca de la ciudad de Taitung. En toda la isla, al menos 130 casas fueron destruidas y otras 875 resultaron dañadas, matando a 10 personas. El río Tamsui desbordado destruyó varios puentes y barcos cerca de Tamsui.
En agosto se observaron cuatro ciclones tropicales. Se observó un ciclón tropical el 13 de agosto al este de Filipinas, al sur de Okinawa. La tormenta se movió hacia el noreste a través de las Islas Ryūkyū, provocando advertencias de tormenta el 18 de agosto para las principales islas de Japón. Al día siguiente, el tifón atravesó Kyūshū y Shikoku hacia el Mar del Japón. En Miyazaki, se registró una presión de 956 mbar (28,23 inHg). El ciclón trajo 53 mm (2,1 pulgadas) de lluvia a Kyūshū, extendiéndose hasta el este de Tokio, lo que provocó inundaciones e interrumpió el servicio ferroviario. Las olas altas afectaron a Ujina y Hiroshima, con una marejada ciclónica de 2 pies (0,61 m) en esta última ubicación. Los vientos derribaron las líneas de telégrafo al oeste de Hiroshima y provocaron que el precio del tabaco subiera debido a los daños a la cosecha. En la prefectura de Ehime, el ciclón golpeó una flota de barcos pesqueros, matando a 51 personas, dejando 13 desaparecidos y 20 más rescatados.
A lo largo de la costa occidental de lo que ahora es Albay en Filipinas, un tifón destrozó un barco el 17 de agosto. La tripulación ayudó a los pasajeros a subir a los botes de rescate, aunque tuvieron que esperar seis días más hasta que fueron rescatados por otro barco. Nadie resultó herido en los restos. El 18 de agosto, se observó una tormenta que se movía hacia el noroeste hacia las Islas Ryūkyū, donde se observó por última vez el 23 de agosto. Al noroeste de Luzón, el 19 de agosto, se observó un ciclón tropical. Moviéndose hacia el oeste, el sistema atravesó la isla china de Hainan el 21 de agosto. Todos los barcos fueron evacuados en el puerto de Macao debido a la tormenta. Después de cruzar el Golfo de Tonkín, el ciclón se disipó al golpear Vietnam el 23 de agosto. El mismo día, se observó otra tormenta al noreste de Luzón. El nuevo ciclón avanzó hacia el norte-noroeste, golpeando a Taiwán el 26 de agosto. Continuó y se disipó sobre el sureste de China continental. Otro nuevo ciclón existió del 25 al 29 de agosto, originándose al oeste de Luzón y moviéndose hacia el norte hasta su disipación sobre el sur de China.

### septiembre-diciembre

#### Tormentas de Vietnam
Una serie de cinco tormentas afectaron a Filipinas de septiembre a noviembre.
Un ciclón tropical se desarrolló sobre el sur de Filipinas el 23 de septiembre. Se movió a través de Bisayas y cruzó Palawan hacia el Mar de China Meridional en una trayectoria hacia el noroeste. Curvándose hacia el oeste, la tormenta se disipó después de tocar tierra al sureste de Đà Nẵng (entonces conocida como Tourane), Vietnam, el 29 de septiembre. La tormenta mató a 1.600 personas y dejó a otras 4.500 sin hogar. 48 horas de fuertes vientos destruyeron campos de arroz y muchos edificios.
Otro ciclón tropical se desarrolló sobre Filipinas el 29 de septiembre, moviéndose hacia el oeste-noroeste a través de Palawan hacia el Mar de China Meridional. El 4 de octubre, la tormenta se trasladó a la costa de Vietnam cerca de Đà Nẵng, disipándose poco después. El 5 de octubre, se observó por primera vez un ciclón tropical cerca de Samar , Filipinas. Moviéndose hacia el oeste a través del archipiélago, la tormenta cruzó el Mar de China Meridional y se disipó sobre Vietnam el 9 de octubre, habiendo golpeado a Quảng Ngãi. Una tormenta similar se observó por primera vez el 12 de octubre. El sistema también se movió hacia el oeste a través del Mar de China Meridional, golpeando el este de Vietnam cerca de Sông Cầu el 17 de octubre. Se disipó al día siguiente. A lo largo de la costa de Vietnam, la tormenta dejó graves daños a varios kilómetros tierra adentro, diezmando las plantaciones de café y té. Otra tormenta se originó el 30 de octubre al este de Samar y, como muchas otras tormentas en la temporada, se movió hacia el oeste a través de Filipinas y a través del Mar de China Meridional. Golpeó Sông Cầu a lo largo del este de Vietnam el 3 de noviembre y se disipó al día siguiente.

#### Tifón de Hong Kong
Un ciclón tropical se observó por primera vez al este de Filipinas el 4 de noviembre. Se movió a través de Filipinas y se curvó hacia el noroeste y luego hacia el norte en el Mar de China Meridional. El tifón tuvo un diámetro de hasta 1000 km (620 millas) de ancho, lo que provocó que el Observatorio de Hong Kong emitiera una señal de advertencia el 8 de noviembre. Dos días después, el sistema se movió sobre el este de Hong Kong, produciendo vientos máximos de 113 km/h ( 70 mph) y una presión mínima de 974,9 mbar (28,79 inHg); esta sigue siendo la lectura de presión más baja para el mes de noviembre. Como la tormenta llegó a finales de año, muchos residentes no hicieron caso de las advertencias ya que el disparó, para marcar la advertencia no se produjo debido a un mal funcionamiento del arma. La tormenta fue conocida como el desastre del tifón Geng-Zi, debido a que 1900 se conoce como el año "Geng-Zi". La tormenta se disipó a última hora del 10 de noviembre sobre el sur de China.
Un tifón poco común en noviembre, la tormenta produjo fuertes olas que dañaron y hundieron 270 barcos en el puerto de Hong Kong, incluida una cañonera británica y una draga. Los barcos portugueses en la región ayudaron a los miembros de la tripulación cuyos barcos fueron dañados, y los constructores de barcos cumplieron muchos pedidos en 1901 para compensar los barcos perdidos. Las olas altas también dañaron un muelle de Star Ferry . En Yau Ma Tei, los fuertes vientos dañaron todos los cobertizos construidos en tierras recuperadas y muchas casas resultaron dañadas en todo Hong Kong. A lo largo de Queen's Road, varios edificios se derrumbaron, matando a ocho. Se derribaron muchos árboles, lámparas y postes telefónicos. La tormenta mató a más de 200 personas en Hong Kong, causando el mayor daño de cualquier tormenta allí desde un tifón en 1874. También se informaron fuertes vientos en la cercana Macao, aunque no hubo daños graves allí.

#### Tifón de Guam
El 13 de noviembre, un tifón azotó Guam, acompañado por una marejada ciclónica de 3,7 m (12 ft), que inundó Agaña e Inarajan. Se registró una presión de 926 mbar (27,35 inHg) en la isla, el tifón de Guam más intenso registrado, y el más severo en 40 años. Varias ciudades fueron completamente destruidas y 100 personas murieron. Muchos edificios gubernamentales, incluida la Plaza de España , perdieron sus techos y sufrieron daños. El USS Yosemite, atracado en el puerto de Apra, se dañó cuando las fuertes olas empujaron el barco hacia los arrecifes, dañando la hélice y el timón. La tripulación evacuó después de estar a la deriva durante 36 horas, rescatando cualquier objeto de valor antes de hundir deliberadamente el Yosemite dañado. Cinco miembros de la tripulación murieron en el barco. Las personas que quedaron sin hogar por la tormenta residieron en escuelas y cárceles en las semanas posteriores a la tormenta, y muchas personas murieron a causa de la gripe debido a que residían en sus casas dañadas. Casi todos los cultivos de la isla fueron destruidos, lo que obligó al gobierno a distribuir alimentos a los residentes de la isla. Los cocoteros de la isla tardaron dos años en volver a crecer.

##### Otros sistemas
Se observaron cuatro tormentas en cada mes de septiembre a noviembre, y se observaron dos tormentas adicionales en diciembre.
Un ciclón tropical se desarrolló entre Guam y las islas Carolinas occidentales el 1 de septiembre. Se movió hacia el oeste-noroeste, golpeando Luzón cerca de Nueva Écija el 7 de septiembre. La tormenta cruzó la isla y emergió al Mar de la China Meridional al día siguiente. El 11 de septiembre, el tifón tocó tierra en el sur de China al sureste de Maoming y se disipó al día siguiente. Los fuertes vientos y las mareas dañaron la Praia Grande en Macao.
El 11 de septiembre, se observó un ciclón tropical al sur de Japón, moviéndose hacia el oeste. Se movió hacia el oeste a través de las islas Ryūkyū, donde se registró una presión de 985 mbar (29,09 inHg) y muchas casas resultaron dañadas. Más tarde, la tormenta pasó al norte de Taiwán (entonces conocida como Formosa) y mató a varias personas. El río Tamsui se desbordó debido al tifón, que inundó 922 casas alrededor de Taipéi. Un barco fue arrastrado a tierra y el tráfico ferroviario se interrumpió. Posteriormente, el ciclón se trasladó a la costa de China continental cerca de Wenzhou el 15 de septiembre y se disipó dos días después. Los remanentes se extendieron hacia el norte a través de la península de Corea.
El 24 de septiembre, se observó una tormenta al sureste de Okinawa. Dos días después, la tormenta pasó entre Miyakojima y Okinawa. El 27 de septiembre, el tifón pasó cerca de Ōshima y continuó rápidamente hacia el norte, golpeando el Japón continental cerca de Shizuoka. Se registró una presión mínima de 987 mbar (29,13 inHg) en la costa del sur de Kyushu. Después de pasar por alto Tokio el 28 de septiembre, la tormenta emergió al mar abierto cerca de Sendai. La mayor parte de Japón se vio afectada por los fuertes vientos que interrumpieron las comunicaciones. Cerca de Yokohama, los vientos derribaron letreros y líneas eléctricas y también causaron daños en el techo. En Kobe, 68 casas fueron destruidas, junto con varias fábricas, se perdieron 80 barcos. Cientos de árboles fueron derribados, uno de los cuales mató a un hombre en Ono. En la península de Sadamisaki, a lo largo del extremo occidental de Shikoku, la lluvia alcanzó los 100 mm (3,9 pulgadas) y las inundaciones llegaron hasta las rodillas en Tokio. Tres personas murieron en la ciudad; uno por un árbol caído, otro por una chimenea dañada y el otro por un techo destrozado.
El 18 de octubre, se observó una tormenta al este del norte de Luzón. Moviéndose hacia el noroeste, golpeó y se disipó sobre Taiwán el 21 de octubre.
Del 15 al 16 de noviembre, un ciclón tropical se movía hacia el noreste hacia el sur de Okinawa. El 8 de diciembre, se observó un tifón al este del grupo de islas Visayas de Filipinas. Se movió hacia el oeste, cruzó Leyte y aceleró hacia el noreste. La tormenta se observó por última vez el 12 de diciembre. Varias embarcaciones fueron arrastradas a la costa o naufragaron durante la tormenta. La tormenta final de la temporada persistió al sureste de Guam del 13 al 20 de diciembre. Posiblemente relacionado con él fue un tifón que se observó por primera vez en la latitud baja de 4ºN al sureste de Palaos.